# Notiomystis cincta
Notiomystis cincta, conhecida como hihi ou costureira, é uma rara espécie de pássaro endêmica da ilha do Norte e ilhas adjacentes, na Nova Zelândia. Foi extirpada de toda a sua antiga área de abrangência, exceto da ilha Little Barrier, mas foi reintroduzida em outras três ilhas santuários e dois locais na ilha principal. Suas relações evolutivas sempre intrigaram os ornitólogos, mas atualmente é classificada como o único membro de sua própria família, a Notiomystidae.